# Bivacco Gino Carpano
Il bivacco Gino Carpano è un bivacco sito nel comune di Locana, in Val Locana. Si trova ai piedi della Torre del Gran San Pietro, nel vallone di Teleccio, a 2.865 metri di quota.

## Storia
Il bivacco fu costruito dalla sezione di Torino della Giovane Montagna e fu intitolato all'alpinista Gino Carpano Maglioli caduto sull'Uia di Bessanese.

## Accessi
Si può salire al bivacco partendo dal Rifugio Pontese.

## Ascensioni
- Torre del Gran San Pietro - 3.692 m
- Punta Ondezana - 3.492 m

## Traversate
- Bivacco Ivrea - 2.770 m